# Aphonides turbator
Aphonides turbator är en skalbaggsart som beskrevs av S. Endrödi 1981. Aphonides turbator ingår i släktet Aphonides och familjen Dynastidae. Inga underarter finns listade i Catalogue of Life.